# Claes Johan Berggren
Claës Johan Berggren, född 27 september 1853 i Norra Sandsjö socken, Jönköpings län, död 12 januari 1926 i Östmarks församling, var en svensk folkskollärare och riksdagspolitiker.
Berggren var folkskollärare och organist Östmark i Värmland.
Han var även politiker och tillhörde riksdagens andra kammare 1903-1911, invald i Fryksdals domsagas valkrets.